# 伊東薬品
伊東薬品株式会社 （いとうやくひん）は、医薬品・衛生材料の卸売を中心とする日本の企業であった。現在はスズケングループの一社「翔薬」である。医薬品の卸売手。地盤は九州地方。

## 概要
- 旧本社：長崎県長崎市桶屋町46番地
- 本社：長崎県長崎市常磐町2-1
- 代表取締役社長：伊東孝治
- 資本金：2,500万円

## 沿革
- 1908年（明治41年）7月 - 長崎県長崎市鍛冶屋町にて伊東辰星堂創業[1]（創業者：初代伊東辰太郎）。
- 1975年（昭和50年）11月 - 「伊東薬品株式会社」設立[1]。
- 2000年（平成12年）10月 - 福岡県福岡市の株式会社九薬、大分県大分市の株式会社平田天命堂と長崎県長崎市の「伊東薬品株式会社」が合併し、「株式会社翔薬」設立[1]。

## 営業所
- 長崎県：長崎市・佐世保市・諫早市・福江市・島原市

## 主な取引メーカー
- 三共
- 塩野義製薬
- 明治製菓
- 持田製薬
- 日本新薬
- 科研製薬